# Шміріц
Шміріц (нім. Schmieritz) — громада в Німеччині, розташована в землі Тюрингія. Входить до складу району Заале-Орла. Складова частина об'єднання громад Триптіс.
Площа — 11,31 км2. Населення становить 386 ос. (станом на 31 грудня 2021).